# Jules Iloki
Jules Iloki (Parigi, 14 gennaio 1992) è un ex calciatore francese di origini congolesi, di ruolo centrocampista.

## Statistiche

### Presenze e reti nei club
Statistiche aggiornate al 9 ottobre 2018.
| Stagione        | Squadra         | Campionato      | Campionato | Campionato | Coppe nazionali | Coppe nazionali | Coppe nazionali | Coppe continentali | Coppe continentali | Coppe continentali | Altre coppe | Altre coppe | Altre coppe | Totale | Totale |
| Stagione        | Squadra         | Comp            | Pres       | Reti       | Comp            | Pres            | Reti            | Comp               | Pres               | Reti               | Comp        | Pres        | Reti        | Pres   | Reti   |
| --------------- | --------------- | --------------- | ---------- | ---------- | --------------- | --------------- | --------------- | ------------------ | ------------------ | ------------------ | ----------- | ----------- | ----------- | ------ | ------ |
| 2014-2015       | Nantes          | L1              | 2          | 0          | CF+CdL          | 1+1             | 0               | -                  | -                  | -                  | -           | -           | -           | 4      | 0      |
| 2015-2016       | Nantes          | L1              | 21         | 1          | CF+CdL          | 4+1             | 0               | -                  | -                  | -                  | -           | -           | -           | 26     | 1      |
| 2016-2017       | Nantes          | L1              | 23         | 1          | CF+CdL          | 2+2             | 0               | -                  | -                  | -                  | -           | -           | -           | 27     | 1      |
| 2017-2018       | Nantes          | L1              | 26         | 0          | CF+CdL          | 2+1             | 0               | -                  | -                  | -                  | -           | -           | -           | 29     | 0      |
| Totale Nantes   | Totale Nantes   | Totale Nantes   | 72         | 2          |                 | 14              | 0               |                    | -                  | -                  |             | -           | -           | 86     | 2      |
| Totale carriera | Totale carriera | Totale carriera | 72         | 2          |                 | 14              | 0               |                    | -                  | -                  |             | -           | -           | 86     | 2      |